# Parafia św. Katarzyny w Łężcach
Parafia św. Katarzyny w Łężcach – rzymskokatolicka parafia w Łężcach, należy do dekanatu wronieckiego. Powstała przed 1408. Parafię obsługuje proboszcz z parafii Św. Andrzeja Apostoła i Najświętszej Maryi Panny Wspomożenia Wiernych w Lutomiu.
Parafia wiejska składająca się z tylko z 1 wsi: Łężce.
Kościół parafialny, ufundowany w XIV wieku, spłonął w roku 1835, dlatego też wierni uczęszczają do kościoła parafialnego w Lutomiu.